# Vaixell de càrrega a granel

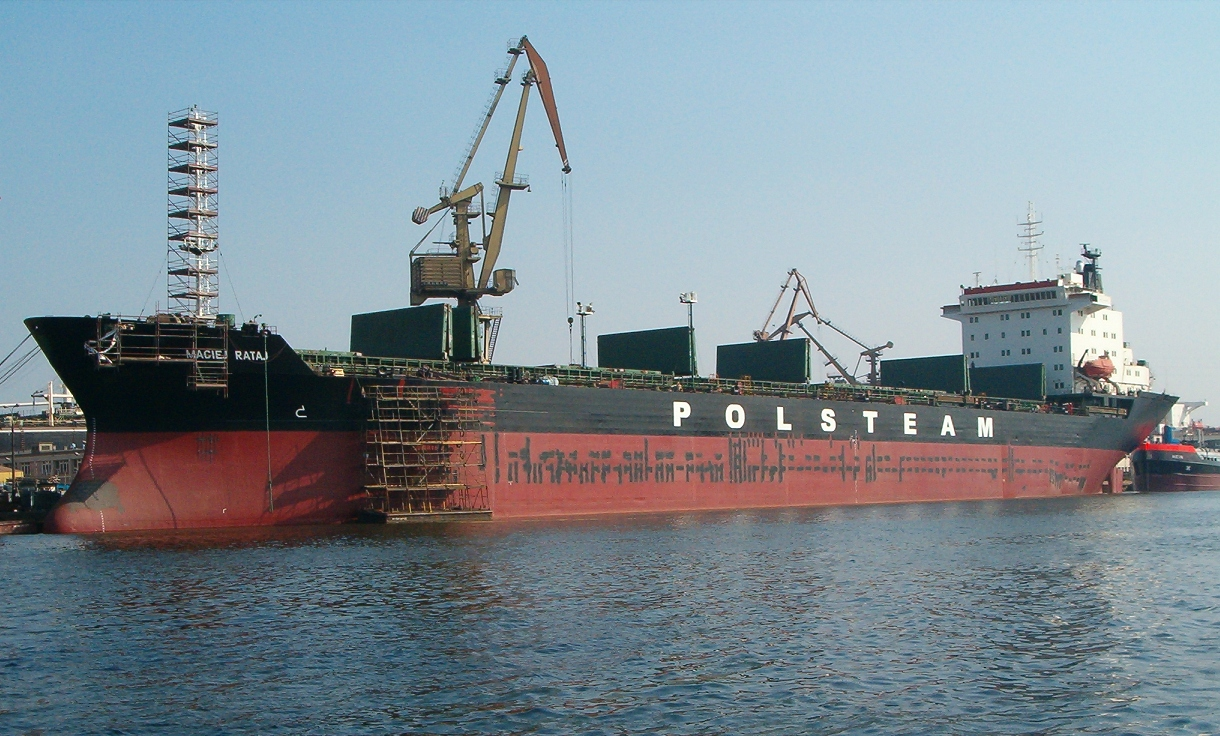
El vaixell de càrrega a granel Maciej rells.

Un vaixell de càrrega a granel o bulk-carrier és un vaixell que es dedica al transport de càrregues seques a granel. Sol tractar-se d'un vaixell mercant de grans dimensions (fins a 200.000 TPM), superant en alguns casos els 300 m d'eslora, i que normalment navega a baixa velocitat.

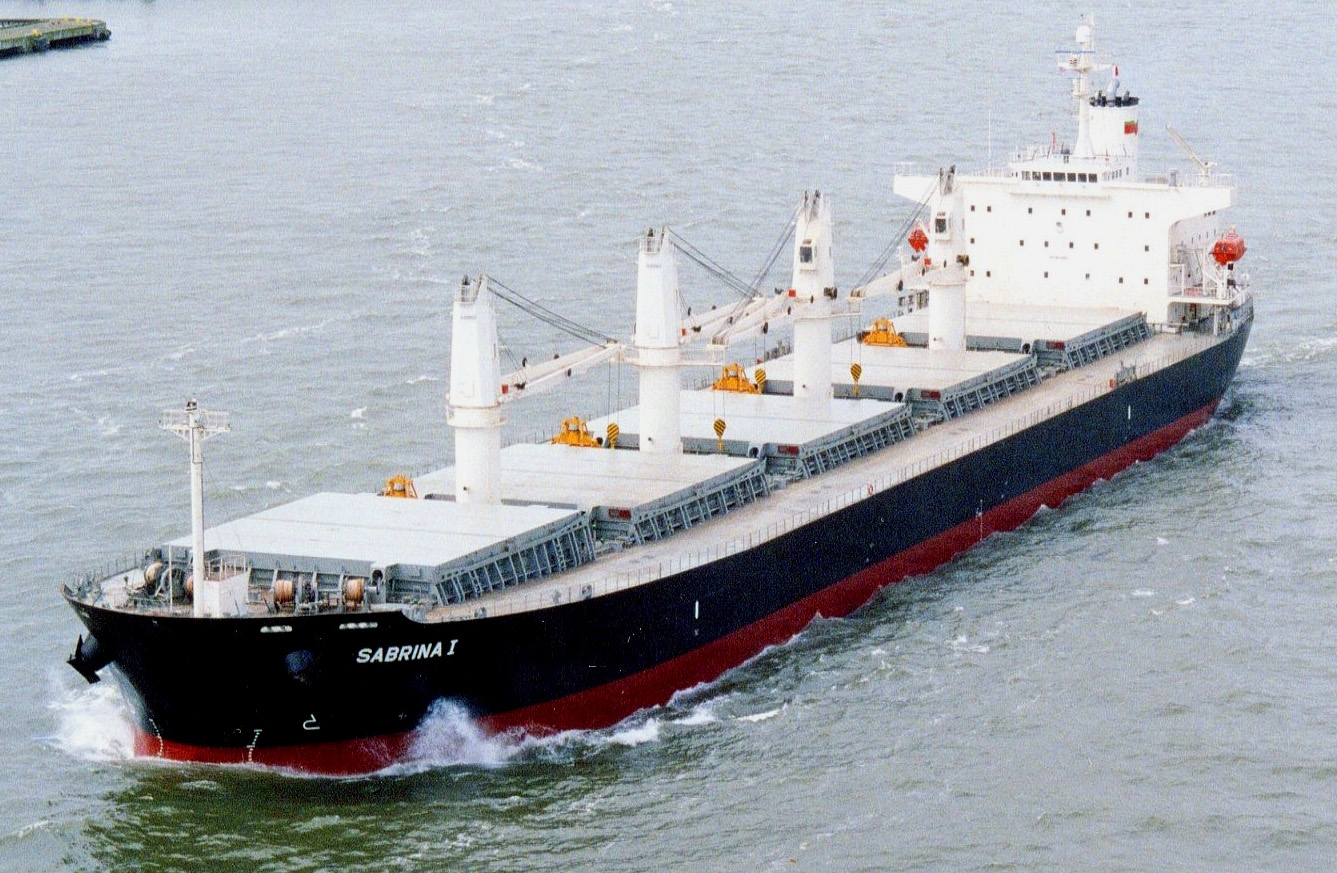
El modern bulk-carrier Sabrina, de mida Handymax.

Aquests vaixells de transport de càrrega sòlida a granel són fàcilment identificables per tenir una única coberta correguda amb diverses escotilles (normalment en nombre imparell) i unes guies a un o ambdós costats per on corren la tapa o tapes de les escotilles.
Els bulk-carriers tipus Panamax, com la resta de famílies d'aquest tipus de vaixells, tenen la mida màxima permesa per passar pel canal de Panamà, amb una sèrie de limitacions de calat i màniga, el que equival a 60/70.000 tones de pes mort.
Poden transportar cereals, minerals o càrregues mixtes ( oil/bulk/ore carrier ) (càrregues seques i cru). En el cas del transport de càrregues pesants, els seus cellers estan reforçades per a resistir cops.
Els cimenters i aluminers són tipus especials de  bulk carriers , ja que estan molt especialitzats. Solen ser petits (6.000 TPM) i tenen mitjans propis de càrrega i descàrrega mitjançant canonades per mitjans pneumàtics.